# Elvia Andreoli
Elvia Andreoli (Buenos Aires, 2 de enero de 1951-Tigre, 27 de marzo de 2020) fue una actriz argentina de cine y televisión, en el cine fue una de las musas platinadas de la nueva ola bajo el seudónimo de Elvia Evans.

## Biografía
Debutó con la película Ritmo nuevo, vieja ola (1965) y luego pasó en el año 1968 al género picaresco en las clásicas series de hoteles alojamientos como La casa de Madame Lulú, La cama y Coche cama, alojamiento, La noche viene movida filmada en el año 1980 cuando ingresó al personal del capocómico Alberto Olmedo en la trilogía de películas Departamento compartido junto con Tato Bores, A los cirujanos se le van la mano y Así no hay cama que aguante —las dos con Jorge Porcel—, y en el período del cine en democracia vuelve  como mujer fatal cuando retorna a la serie de hoteles alojamientos con El telo y la tele (1985).
En 1967 integró el cuerpo de baile del Teatro Maipo, donde permaneció por espacio de dos años y tuvo como maestro a Pedro Sombra.
También intervino en el anexo de la serie de Los Superagentes que fue Las muñecas que hacen ¡pum! (1979) protagonizada por Julio de Grazia y en el género bizarro en obras como Conviviendo con la muerte (1988) y Prisioneras del terror (1992), que no fue estrenada comercialmente.
En televisión se consagró en Canal 9 en el año 1984 con el teleteatro Amo y señor de Carlos Lozano Dana. Luego le siguieron la coproducción Rossé (1985) de la dupla autoral Jorge Maestro y Sergio Vainman protagonizada por la estrella internacional Linda Cristal y Valeria (1987).
Trabajó como agente cultural en el Municipio de Tigre, en la Subsecretaría de Empleo y Producción.
En el año 2013 participó en el documental cinematográfico Nos habíamos ratoneado tanto.

### Vida privada
En el amor también fue una mujer exitosa ya que grandes galanes cayeron rendidos a sus pies. En una entrevista que le brindó a la ya extinguida revista TV Semanal, en febrero de 1982, hizo referencia a los hombres de su vida. En la lista que dio aparecieron Carlos Calvo, Sergio Renán, Gino Renni, Juan Leyrado, entre otros. Con todos ellos tuvo romances que no prosperaron. Sin embargo, todo cambio cuando apareció en su vida el actor de Rolando Rivas, taxista y otros grandes éxitos, Darwin Sánchez. Se casó y convivió hasta su fallecimiento, en abril de 2019.

### Últimos años y fallecimiento
Tras un polémico escándalo que sufrió en 1989 por tenencia de drogas.filmó tres películas y algunos programas de televisión. Luego se fue alejando del ambiente del espectáculo. Luego de la muerte de su marido  el actor y arquitecto Darwin Sánchez el 28 de abril de 2019, su salud se fue agravando. 
Elvia Andreoli falleció el 27 de marzo de 2020 por la tarde a los 69 años producto de un paro cardiorrespiratorio tras padecer de EPOC.[cita requerida]

## Trayectoria

### Cine
- 1965: Ritmo nuevo, vieja ola
- 1967: Escándalo en la familia
- 1968: La casa de Madame Lulú
- 1968: La cama
- 1968: Coche cama alojamiento
- 1969: ¡Qué noche de casamiento!
- 1971: Aquellos años locos
- 1979: Las muñecas que hacen ¡pum!
- 1979: Mannequin... alta tensión
- 1980: La noche viene movida
- 1980: Así no hay cama que aguante
- 1980: A los cirujanos se les va la mano
- 1980: Departamento compartido
- 1981: Te rompo el rating
- 1982: ¿Somos?
- 1984: Atrapadas
- 1985: El telo y la tele
- 1985: Sin querer queriendo
- 1987: Obsesión de venganza
- 1987: Sentimientos
- 1988: Conviviendo con la muerte
- 1988: Apartamento zero
- 1989: Misión comando
- 1992: Prisioneras del terror
- 1992: Un minuto treinta y dos segundos
- 1997: Asesinato a distancia
- 2013: Nos habíamos ratoneado tanto

### Televisión
- 1981: Galería - Canal ATC
- 1981/1982: Lo imperdonable - Canal ATC
- 1982: Los retratos de Andrés - Canal 13
- 1983: Costa sur - Canal ATC
- 1984: Amo y señor - Canal 9
- 1985: Rossé - Canal 9
- 1987: Valeria - Canal 11
- 1992: 1:32

### Teatro
- 1983 a 1986: La Piaf junto a Virginia Lago.
- 1986: Convivencia femenina - Teatro Lorange junto a Silvia Montanari, Betiana Blum, Oscar Viale, Germán Palacios, Mario Pocoví, Luis Diego Pedreira y Juan Carlos Rotter.
- 1992: Mercado de dioses - Teatro Empire junto a Daniel Galarza, Carlos Vanoni y Gabriel Lenn.